# Неда (река)
 Тази статия е за реката.  За внучката на цар Самуил вижте Неда.  
Неда (на гръцки: Νέδα) е река в Гърция, Пелопонес. Изворът й се намира в едноименното село в планината Кераусия (на гръцки: Κεραύσιος). Реката формира границата между Месения и Илия, както и между демите Трифилия и Захаро. Влива се в залива Кипарисиакос на Йонийско море. Дължината на реката е 32 километра.
Носи името на нимфата Неда, отгледала Зевс. Според древногръцката митология тя е създадена от Рея след раждането на Зевс, за да измие бебето.
Реката е със силна денивелация и на нея им водопад с височина 50 метра. По течението ѝ се намират древните градове Фигалия и Лепрей, както и храмът на Аполон в Баса. Под село Платания над реката е издигнат каменен мост датиращ от османско време.
Другото име на реката е Буци/Бучи (на гръцки: Μπούζης).